# フォーカスポーカス
フォーカスポーカスは、岐阜県羽島郡岐南町にある商業施設、アウトレットモール。正式名はリトルタウンフォーカスポーカス（Little town HOCUS POCUS）。
貸ホール「MYU HALL」（ミュウホール）を中心に、「集い・憩い・憧れ」をコンセプトにした19店舗がある。10～30代の女性をターゲットにした、ファッション、飲食店、美容、エステティック、ネイルアートの店が多いのが特徴である。
岐阜新聞・岐阜放送の文化講座「カルチャーアカデミー」がある。

## 概要
2003年（平成15年）にオープン。元々は、シネマジャングル（岐阜県初のシネマコンプレックス。2007年（平成19年）閉館）とAPパラディア（シネマジャングルが入居する複合店舗）が、リバーサイドモール、カラフルタウン岐阜に対抗して開業した施設である。
施設は2階建て。敷地は約2,000m2。延べ床面積は約1,100m2。
貸ホール「MYU HALL」（旧名称「THE HALL」）は、元々シネマジャングルの分館である映画館であった。これを改修し、貸切専用のイベントホールにしたものである。

## 交通アクセス

### 自家用車
- 国道21号（岐大バイパス）・国道22号（名岐バイパス）・国道156号（岐阜東バイパス）、岐南IC北東。

### 鉄道
- 名鉄名古屋本線 岐南駅下車、徒歩で約30分。

### バス
- 岐阜バス
  - 岐南町線「岐南町三宅」バス停下車、徒歩で約5分。
  - 松籟加納線「岐南町役場」バス停下車、徒歩で約10分。